# Cícha
Cícha (cejcha) je historické označení kostkované tkaniny, dříve používané pro povlaky na lůžkoviny.

## Výraz cícha v historickém vývoji
Označení cícha je odvozeno z německého Ziechen (nebo Züchen). V Německu byl např. už v roce 1149 v Kolíně nad Rýnem založen cech výrobců lněné cíchy (Ziechenweber). V německé odborné literatuře byla ve 20. století cícha (Züchen) definována jako kostkovaná bavlněná tkanina matného vzhledu, ve které se střídá v osnově i v útku vždy 20 červených a 20 bílých nití. Cíchy mohou být ze  skané, poloskané nebo z jednoduché příze.
Podle Českého jazykového atlasu se v hovorové mluvě vyslovuje tento výraz jako cícha jen zhruba v jižní polovině Čech a Moravy, na sever odtud se používá označení cejcha. Označení cícha se také používá pro obézní mužské břicho.
Jako tkanina, resp. povlak na lůžkoviny je v 21. století cícha běžně známá jako starší, obnošená textilie.